# 人形遣い一覧
人形遣い一覧（にんぎょうつかいいちらん）は、文楽人形遣いの五十音順一覧である。カッコ内は名跡。

## 桐竹
- 桐竹一暢
- 桐竹亀松
- 桐竹勘十郎
- 桐竹助三郎
- 桐竹政亀
- 桐竹門左衛門
- 桐竹紋寿
- 桐竹紋十郎
- 桐竹門十郎
- 桐竹紋三郎
- 桐竹紋三
- 桐竹門造
- 桐竹紋太郎

## 吉田
- 吉田栄三
- 吉田栄三郎
- 吉田和生
- 吉田冠蔵
- 吉田金四
- 吉田國五郎
- 吉田光造
- 吉田小兵吉
- 吉田才治
- 吉田作十郎
- 吉田三郎兵衛
- 吉田新吾
- 吉田扇太郎
- 吉田多為蔵
- 吉田辰五郎
- 吉田辰造
- 吉田玉市
- 吉田玉男
- 吉田玉幸
- 吉田玉五郎
- 吉田玉昇
- 吉田玉次郎
- 吉田玉助
- 吉田玉勢
- 吉田玉造
- 吉田玉之助
- 吉田玉松
- 吉田玉英
- 吉田文吾
- 吉田文五郎
- 吉田文三郎
- 吉田文雀
- 吉田文昇
- 吉田文三
- 吉田兵吉
- 吉田兵次
- 吉田光造
- 吉田簑助